# Laraesima fuliginea
Laraesima fuliginea là một loài bọ cánh cứng trong họ Cerambycidae.